# Trans Euro Trail
Trans Euro Trail lub TET to ponad 51000 km turystycznych tras motocyklowych wytyczonych przez większość krajów w Europie. Trasy powstały z myślą o motocyklach typu turystyczne enduro i przebiegają w dużej mierze po różnego rodzaju nieutwardzonych drogach i szlakach, które są oficjalnie dostępne dla ruchu motocyklowego zgodnie z lokalnymi przepisami i regulacjami poszczególnych krajów. Inspiracją dla TET był szlak Trans America Trail (TAT).

## Organizacja
Trans Euro Trail jest organizacją non-profit z siedzibą w Wielkiej Brytanii. Została założona przez Johna Rossa w 2017 roku. Jej celem jest wytyczanie tras, opieka nad nimi oraz tworzenie społeczności motocyklistów uprawiających turystykę motocyklową typu enduro na terenie Europy. 
W każdym kraju za opiekę nad szlakami odpowiedzialna jest osoba zwana „Linesman”. Ma on, lub ona za zadanie na bieżąco aktualizować szlaki w swoim kraju przy pomocy wszystkich, którzy z nich korzystają i społeczności, przez których tereny szlak przechodzi. Aktualna wersja szlaków w danym kraju dostępna jest w formacie GPX poprzez stronę Trans Euro Trail, lub dedykowaną aplikację mobilną.

## Trasa
Trasa TET ma w założeniu dwie odnogi: zachodnią (Szwecja, Norwegia, Dania, Niemcy, Holandia, Belgia, Francja, Wielka Brytania, Szwajcaria, Andora, Hiszpania i Portugalia) i wschodnią (Finlandia, Estonia, Łotwa, Litwa, Polska, Białoruś, Rumunia, Bułgaria, Grecja, Albania, Czarnogóra, Serbia, Bośnia i Hercegowina, Chorwacja, Węgry, Słowenia, Włochy), obydwie rozgałęziają się na wiele pomniejszych odnóg. Jednak wraz z rozwojem tras i dołączaniem kolejnych krajów można ją postrzegać jako sieć połączonych ze sobą tras, gdzie podział na zachód i wschód jest coraz mniej widoczny. Dodatkowym problemem jest chwilowa niedostępność odcinka ukraińskiego (z powodu uszkodzenia dróg), który łączył szlaki w Polsce i Rumunii, przez co wschodnia odnoga TET podzielona jest na dwie oddzielone od siebie części. Poza Europą kontynentalną TET obejmuje także trasy w Turcji sięgające niemal do jej wschodniej granicy. W przygotowaniu są trasy w Austrii, na Słowacji i na Ukrainie.
W zależności od kraju i terenu przez jaki wytyczona jest trasa, można napotkać wszystkie rodzaje nieutwardzonych dróg i szlaków, od szutru, piasku, przez błoto, kamienie po cieki wodne. Trasy obejmują także odcinki utwardzone. Założeniem twórcy było wytyczenie tras w taki sposób, aby pokonujący je motocykliści mieli kontakt z naturą w pierwszej kolejności, zaś aby zwiedzanie zabytków kultury było jedynie elementem uatrakcyjnienia trasy, a nie celem samym w sobie. Śledząc przebieg wielu odcinków łatwo zauważyć, że trasy omijają wiele ciekawych miejsc turystycznych, za to przebiegają tuż obok parków narodowych, lub krajobrazowych.
TET przecina tereny miejskie, wiejskie, leśne, górskie, ich zróżnicowanie i trudność zależą od regionu, a także od kraju przez jaki przechodzą. Możliwość wytyczania tras jest ograniczona dostępną infrastrukturą i przepisami obowiązującymi w danym kraju umożliwiającymi legalne poruszanie się po danym terenie. Większość szlaków posiada zaznaczone użyteczne miejsca (POI), jak punkty widokowe, atrakcje turystyczne, miejsca kempingowe, czy stacje paliw, ale ich szczegółowość różni się dość znacząco.
Trasa TET jest dostępna publicznie i nieodpłatnie.

## TET w Polsce
W chwili obecnej w Polsce jest pięć odcinków Trans Euro Trail łączących się ze szlakami w Niemczech i na Litwie. Łączna trasa wszystkich polskich odcinków wynosi 3069,5 km.

### Odcinek 1
Szlak TET we wschodniej Polsce biegnący w dużym uproszczeniu w kierunku północ-południe. Na północy ma swój początek na granicy z Litwą w pobliżu miejscowości Berżniki, gdzie łączy się z litewskim odcinkiem numer 3. Trasa przebiega w pobliżu Puszczy Romnickiej, we wsi Plewki łączy się z odcinkiem numer 2, przecina Biebrzański Park Narodowy, biegnie pograniczem z Białorusią, następnie w okolicach Janowa Podlaskiego odbija na południowy zachód aż do Kazimierza Dolnego nad Wisłą, gdzie łączy się z odcinkiem 3. Dalej odbija na południowy wschód i biegnie do przejścia granicznego z Ukrainą w miejscowości Hrebenne. Długość odcinka numer 1 to 1063 km.

### Odcinek 2
Szlak TET w północnej Polsce biegnący w kierunku zachód-wschód. Na zachodzie ma swój początek w miejscowości Krajnik Dolny położonej na granicy z Niemcami, gdzie łączy się z niemieckim odcinkiem numer 2. Dalej biegnie na wschód przebiegając przez Drawieński Park Narodowy, Bory Tucholskie, Malbork, Pojezierze Mazurskie aż do wsi Plewki, gdzie kończy się jednocześnie łącząc z odcinkiem numer 1. Trasa odcinka numer 2 liczy 822 km.

### Odcinek 3
Szlak TET w południowej Polsce biegnący w kierunku wschód-zachód. Zaczyna się w Kazimierzu Dolnym, przez który przebiega odcinek 1. Dalej biegnie na zachód lekko odbijając na południe. Na swojej drodze mija Bałtów, przecina Sieradowicki Park Krajobrazowy, Pustynię Siedlecką, kończy się we wsi Luboszyce pod Opolem, gdzie jednocześnie rozpoczyna się odcinek numer 4. Trasa odcinka numer 3 liczy 490 km.

### Odcinek 4
Szlak TET w południowej Polsce biegnący w kierunku wschód-zachód. Rozpoczyna się na zakończeniu odcinka numer 3 we wsi Luboszyce, biegnie na zachód wzdłuż Odry, omija Wrocław od południa, przecina Park Krajobrazowy Doliny Bobru i dociera do miejscowości Lubomierz. Odcinek numer 4 jest najkrótszy pośród polskich szlaków TET, jego trasa liczy 318 km.

### Odcinek 5
Od 2021 roku dostępny jest piąty odcinek TET w zachodniej Polsce. Biegnie on z północy na południe rozpoczynając swój bieg we wsi Jarosławsko, gdzie łączy się z odcinkiem numer 2, następnie kieruje się na południe m.in. przez Strzelce Krajeńskie, Skwierzynę, Krosno Odrzańskie, Nowogród Bobrzański, Żagań, Szprotawę, Bolesławiec, Lwówek Śląski, by zakończyć się w Lubomierzu, gdzie łączy się z odcinkiem numer 4. Trasa piątego, zachodniego odcinka polskiego TET liczy niecałe 377 km i ma największą liczbę POI wśród polskich odcinków trasy.

## Kodeks postępowania
Istnieje kodeks postępowania przetłumaczony na wszystkie języki europejskie i etos, który można streścić w trzech punktach:
1. Szanuj trasy
2. Szanuj społeczności, przez których tereny podróżujesz
3. Szanuj środowisko naturalne